# Yūichi Takai
Pour les articles homonymes, voir Takai (homonymie).
Yūichi Takai (高井 有一, Takai Yūichi), né le 27 avril 1932 et mort le 26 octobre 2016, est un auteur japonais.

## Biographie
Takai gagne le prix Akutagawa en 1965 pour Kita no kawa, le  prix Tanizaki en 1984 pour Kono kuni no sora (この国の空, « Le ciel de ce pays ») et le prix Yomiuri en 1989 pour Yoru no ari (夜 の 蟻).

## Livres publiés (sélection)
- Shōnentachi no senjo, 1968.
- Yoake no tochi, 1968.
- Tanima no michi, 1969.
- Yuki no hate no fūsō, 1970.
- Tōi hi no umi, 1972.
- Mushitachi no sumika (蟲たち の 棲家), Tōkyō : Bungei Shunjū, 1973.
- Kuregata no mori ni te, 1976.
- Yume no ishibumi, 1976.
- Kansatsusha no chikara, 1977.
- Shinjitsu no gakko, 1980.
- Kono kuni no sora (この 国 の 空), Tōkyō : Shinchōsha, 1983.
- Bara no nedoko (薔薇 の 寝床), Tōkyō : Chūō Kōronsha, 1985.
- Chiri no miyako ni (塵 の 都 に), Tōkyō : Kōdansha, 1988.
- Yoru no ari (夜 の 蟻), Tōkyō : Chikuma Shobō, 1989.
- Shohan (初版) Tōkyō : Shōgakkan, 1991.
- Tachihara Seishū (立原 正秋), Tōkyō : Shinchōsha, 1991[3].
- Sakka no ikishini (作家 の 生き死), Tōkyō : Kadokawa Shoten, 1997.